# Old Firm
Old Firm se refiere a la rivalidad futbolística entre el Rangers, equipo protestante, y el Celtic, equipo católico, ambos clubes de fútbol de la ciudad de Glasgow, Escocia. Son los dos clubes más laureados de dicho país, ya que entre los dos han ganado 74 veces la Copa de Escocia y en 107 oportunidades la Premier league escocesa. El sectarismo en Glasgow se refuerza por la rivalidad entre los dos equipos.
El resultado de la dominación de los dos clubes escoceses, y su significación en términos sociales, culturales y políticos, es que los Celtic y los Rangers eran instituciones prominentes en la vida escocesa, a un grado más allá de cualquier club del Reino Unido. El origen de esta rivalidad, que va más allá del terreno futbolístico, se remonta al siglo XVII, y culminó con la inmigración masiva desde Irlanda a finales del siglo XIX.

## Rivalidad y sectarismo
La competición entre estos dos clubes tenía más que una simple rivalidad. Se infunde con una serie de conflictos complejos, centrada a veces en la religión (católica y protestante) y políticos relacionados con Irlanda del Norte (lealismo y republicanismo). El resultado fue la enemistad que existió más allá de los ámbitos futbolísticos; esto se manifestó en una historia hostil entre ambos cargada de violencia sectaria y muertes.

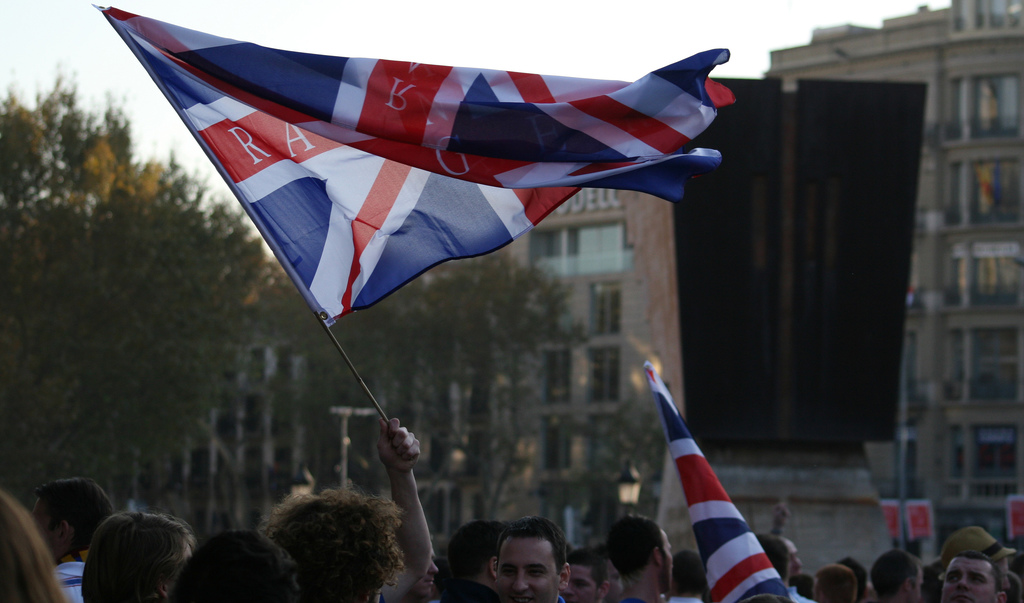
Hinchas del Rangers portando la bandera unionista.

El apoyo tradicional de los Rangers se remontaba en gran parte, aunque no significa que lo sea exclusivamente, a la comunidad protestante, mientras que el Celtic de aquellos de extracción irlandesa. El Celtic es el equipo tradicional de los católicos irlandeses y algunos hinchas del Celtic cantan canciones irlandesas republicanas. Los Rangers eran tradicionalmente lealistas, con cánticos que reflejaban ese punto de vista. Un detalle es que las banderas escocesas son relativamente poco usuales entre ambas aficiones; los hinchas del Celtic portan las banderas tricolores irlandesas mientras que los de los Gers (como son conocidos los Rangers) tendían a mostrar la bandera unionista.
La ferocidad del clásico hacia difícil que un jugador defienda los colores de las dos escuadras. Los futbolistas que lo hicieron son, entre otros: Alex Bennett, Scott Duncan, Robert Gordon Campbell, George Livingstone - estos jugadores jugaron en ambos clubes antes de que la intensidad de la rivalidad aumentase desde 1912 - Alfie Conn, Maurice Johnston, Kenny Miller, Steven Pressley, Mark Brown y Barry Robson. El fichaje de Johnston por los Rangers provocó un controversia particular porque, aunque no fue el primer católico que jugaba con los Rangers, sí fue el primer jugador católico de más nivel futbolístico que llegaba a Ibrox Park desde la Primera Guerra Mundial. Las razones de la ruptura del traspaso de Johnston por el Celtic son pura especulación. Hasta que Graeme Souness fichó al antiguo jugador del Celtic, en 1989, el Rangers contaba con una "política no escrita" de no fichar a ningún jugador católico.
Ambos clubes aceptaban que tenían un problema con el sectarismo, y ambos admitían que una parte de su hinchada estaba, y continuaban siendo, culpables de la perpetuidad de la intolerancia cultural, sectaria y partisana. Pese a trabajar con el Parlamento escocés, grupos eclesiásticos y organizaciones comunitarias tales como Nil by Mouth, los clubes de la Old Firm trataban de retener y prohibir las canciones sectarias, las incendiarias banderas que portan sus aficiones, así como a los propios aficionados problemáticos usando para ello altos niveles de presencia policial y vigilancia. Sin embargo, los desacuerdos sobre lo que constituye un comportamiento sectario han socavado los progresos en estos asuntos, y el consenso sobre qué tipo de canciones y banderas son aceptables sigue siendo difícil de lograr. En 1996, el Celtic lanzó una campaña que rezaba "Los Bhoys (el apodo de los hinchas del Celtic) contra la intolerancia" (en inglés, Bhoys Against Bigotry), campaña seguida de otra titulada "la juventud contra la intolerancia" (Youth Against Bigotry) que, de acuerdo con el entonces jefe ejecutivo Ian McLeod, significaba "educar a la juventud en tener respeto por todos los aspectos de la comunidad - razas, colores, credos". El Rangers lanzó su campaña anti-sectaria "Orgullo sobre prejuicio" (Pride Over Prejudice) en 2003, que desde entonces ha sido renombrada a "sigue con orgullo" (Follow With Pride).
En 2006, los Rangers fueron avisados por la UEFA de que debían prohibir a sus aficionados cantar en sus partidos como local la canción "Billy Boys". El presidente del Celtic Brian Quinn rechazó los llamamientos para instaurar un listado de canciones que eran inaceptables en Celtic Park, y el jefe ejecutivo Peter Lawwell defendió que los hinchas cantasen "baladas irlandesas" en los encuentros.

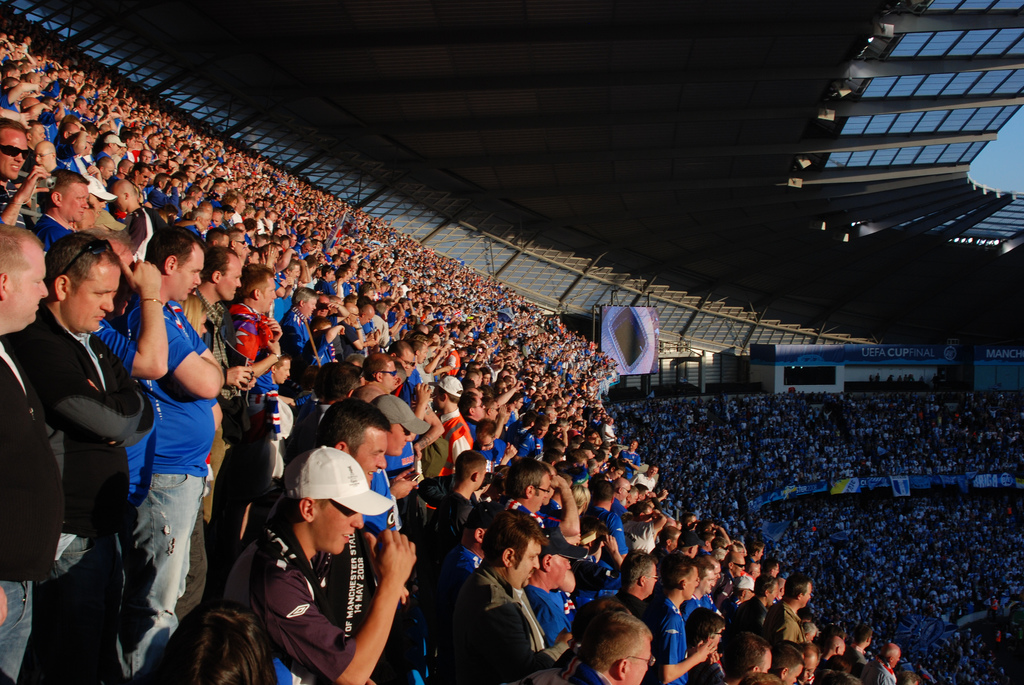
Los hinchas del Rangers apoyando a su equipo durante la final de la Copa de la UEFA de 2008 ante el Zenit.

El 12 de abril de 2006, tras una investigación en la conducta de los aficionados del Rangers en la eliminatoria de la UEFA Champions League contra el Villarreal CF, el Cuerpo de Control y Disciplina de la UEFA impuso una multa de 8.800 libras contra el Rangers por conducta impropia de sus aficionados, especialmente por destrozar una luna del autobús del Villarreal CF en El Madrigal, el 7 de marzo. Sin embargo, la UEFA declaró que los aficionados del Rangers no eran culpables de los presuntos cánticos discriminatorios. Días más tarde, la UEFA rectificó e impuso a los Rangers una multa de 19.500 euros por conducta discriminatoria.
A raíz de este caso, la UEFA decidió trabajar a fondo el asunto de la intolerancia en el fútbol escocés, sobre todo con el Celtic e Hibernian en las comunidades católicas, y Rangers y Hearts de las protestantes. William Gaillard, director de relaciones públicas de la UEFA, reconoció la dificultad histórica de este problema en el fútbol británico, pero aseguró que, especialmente "en estos cuatro clubes, los comportamientos que antes eran aceptados, hoy en día no pueden ser tolerados". Pese a ello, el directivo se mostró positivo en aquella campaña realizada por el máximo organismo europeo y detectó ciertos puntos de mejora en las aficiones: "Los problemas se van resolviendo de forma paulatina con un gran trabajo de seguridad y expulsando a todos los aficionados conflictivos. Los aficionados Rangers han dejado de entonar algunas canciones tradicionales, pues se han dado cuenta de que uno no se puede comportar igual en 2006 que en la década de los 50".
A pesar de las medidas, la UEFA indicó que lanzarían otra investigación después de que aficionados del Rangers se enfrentasen en disturbios policiales y fuesen grabados realizando cánticos sectarios durante el partido que enfrentó a los Rangers contra Osasuna en Pamplona durante un partido de Copa de la UEFA. El secretario de la Asociación de Aficionados del Rangers indicó que creen que una pequeña minoría de los hinchas son culpables, sugiriendo que "no importa cuantas veces se les diga (que dejen de proferir cánticos sectarios), algunas personas simplemente no escuchan". En septiembre de 2007, la UEFA elogió al Rangers por sus medidas contra el sectarismo.

## Historial entre ambos
- Actualizado al último partido jugado el 2 de enero de 2025.

| Torneo                           | PJ  | GR  | PE  | GC  |
| -------------------------------- | --- | --- | --- | --- |
| Premier League de Escocia        | 337 | 128 | 91  | 118 |
| Copa de Escocia                  | 55  | 18  | 10  | 27  |
| Copa de la Liga de Escocia       | 52  | 24  | 3   | 25  |
| SUBTOTAL                         | 444 | 170 | 104 | 170 |
| Glasgow Cup                      | 79  | 36  | 20  | 23  |
| Charity Cup                      | 46  | 23  | 7   | 16  |
| Inter City League/Glasgow League | 19  | 5   | 4   | 10  |
| Southern League                  | 14  | 8   | 3   | 3   |
| Southern League Cup              | 4   | 4   | 0   | 0   |
| Victory Cup                      | 2   | 1   | 1   | 0   |
| Summer Cup                       | 2   | 2   | 0   | 0   |
| Drybrough Cup                    | 2   | 1   | 1   | 0   |
| War Fund Shield                  | 1   | 1   | 0   | 0   |
| Exhibition Trophy                | 1   | 1   | 0   | 0   |
| British League Cup               | 1   | 0   | 0   | 1   |
| Rangers Benefit                  | 1   | 0   | 0   | 1   |
| Midweek League                   | 1   | 1   | 0   | 0   |
| Lord Provost's Cup               | 1   | 1   | 0   | 0   |
| TOTAL                            | 618 | 254 | 140 | 224 |

| PJ: partidos jugados   |
| GR: ganador Rangers    |
| GC: ganador Celtic     |
| PE: partidos empatados |

1888-1999 statistics obtained from RSSSF. Remaining stats obtained from Soccerbase